# Leon de Winter
Leon de Winter ('s-Hertogenbosch, 24 februari 1954) is een Nederlandse schrijver, columnist, filmproducent en friet-ondernemer.

## Levensloop
De Winter is de zoon van de handelaar in lompen en oude metalen Moos de Winter en Johanna Zeldenrust. Zijn orthodox-joodse ouders hadden als enigen van hun families de Tweede Wereldoorlog overleefd (op een zus van zijn moeder na) en zij kregen na de oorlog op latere leeftijd vier kinderen van wie Leon de tweede zoon was. De Winter senior ging het financieel voor de wind; het gezin bewoonde een vrijstaande villa.

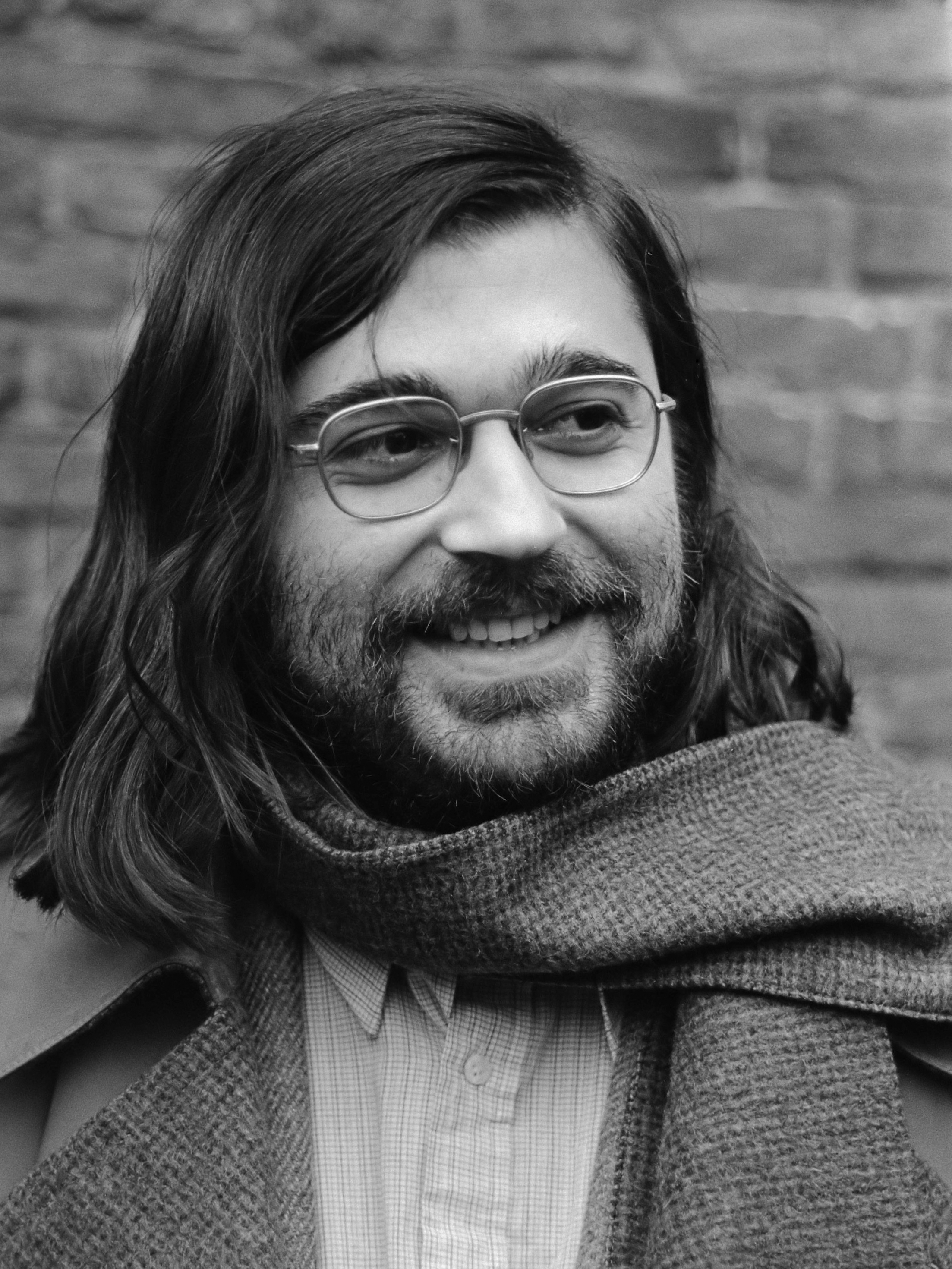
Leon de Winter (1979)

Toen De Winter elf jaar oud was stierf zijn vader op 52-jarige leeftijd aan een hartaanval. In zijn middelbareschooltijd op het Willem van Oranjecollege in Waalwijk was de Winter tegendraads, links en anarchistisch. Samen met, onder andere, Harm Greve bedacht hij bijvoorbeeld een Sinterklaasviering met Sinte Klaziena en zonder Zwarte Pieten, maar met Arabieren met luchtbuksen. De schoolkrant werd door hem ook volgeschreven met tegendraadse artikelen.
De Winter ging na het vwo op zijn 20e naar de Filmacademie, waar hij bevriend raakte met de latere producent René Seegers en de latere regisseur Jean van de Velde. Het drietal verliet in 1978 zonder diploma de Filmacademie waarna zij de Eerste Amsterdamse Filmassociatie (EAFA) oprichtten, die de televisiefilms Junkieverdriet en De (ver)wording van Herman Dürer maakte. De Winter was al tijdens zijn periode aan de Filmacademie gaan schrijven. Hij debuteerde in 1976 met de verhalenbundel Over de leegte in de wereld. Zijn boeken Zoeken naar Eileen W, "Hoffman's honger", Supertex, La place de la Bastille en De hemel van Hollywood werden verfilmd.
Halverwege de jaren tachtig ging de EAFA uit elkaar. De Winter veranderde tezelfdertijd van imago, uitgeverij en vriendin. Bij De Bezige Bij verscheen zijn roman Kaplan. Naar aanleiding hiervan werd hij geïnterviewd door Jessica Durlacher, die later zijn echtgenote zou worden. Ze hebben twee kinderen (Moos en Moon) en wonen sinds nazomer 2008 in de Verenigde Staten, wat hij eerder dat jaar reeds in actualiteitenrubriek NOVA had bekendgemaakt.
Toen De Winter in 1992 meedeed aan een reclamespotje voor Libris, monteerde Propria Cures een beeldje uit het reclamefilmpje op een foto van een massagraf. Het blad meende dat De Winter zijn Joodse achtergrond exploiteerde. De Winter spande een kort geding aan. Propria Cures werd veroordeeld tot een schadevergoeding van tienduizend gulden en het plaatsen van een rectificatie.
In 1994 begon hij samen met de Amerikaan Eric Pleskow het filmbedrijf Pleswin Entertainment Group. De Winter verhuisde naar Hollywood. Na ruzie met Delta Lloyd over de financiering werd het bedrijf opgedoekt waarna hij terugkeerde naar Nederland. Vooral na de aanslagen van 11 september 2001 ontwikkelde hij zich als publicist en talkshowgast. Hij publiceert sindsdien regelmatig opinieartikelen in de dagbladen De Telegraaf en Die Welt en in de tijdschriften Elsevier en Der Spiegel. In Elsevier had de Winter een wekelijkse column. Zijn laatste column in het blad verscheen in het laatste nummer van 2007, op 28 december.
Hoewel de recensies van De Winters boeken niet zelden zeer kritisch zijn, worden ze over het algemeen goed verkocht. Volgens sommige critici zou De Winter niet literair genoeg schrijven en te veel uit zijn op effect; steeds meer is De Winter in een 'hardboiled' stijl gaan schrijven, een schrijfstijl met zo weinig mogelijk opsmuk, weinig metaforen of bloemrijk taalgebruik. Bij het verschijnen van zijn roman Het recht op terugkeer, werd hij hier door recensenten zowel om bekritiseerd als bewonderd. In april 2015 verscheen Geronimo. de Volkskrant noemde Leon de Winter naar aanleiding van deze roman 'de lefste schrijver van Nederland'.
De Winter en zijn echtgenote Jessica Durlacher waren in het najaar van 2005 gastdocenten aan de Universiteit van Berkeley voor het vak Anne Frank and After: Dutch Literature and Film of the Holocaust in English Translation. Dit vak ging over vertaalde Nederlandse literatuur en vertaalde Nederlandse films over de Holocaust. Hierover schreven beide auteurs columns in de Volkskrant.

## Prijzen
- 1979: de Reina Prinsen Geerligsprijs voor De (ver)wording van de jongere Dürer.
- 2006: de Buber-Rosenzweig-Medaille (De Duitse onderscheiding werd hem uitgereikt voor zijn strijd tegen antisemitische en racistische tendensen in politiek, samenleving en cultuur.)[7]
- 2009: De Schrijversprijs der Brabantse Letteren voor zijn roman Het recht op terugkeer. (Ook genomineerd voor de AKO Literatuurprijs 2008).

## Bestseller 60
| Boeken met noteringen in de Nederlandse Bestseller 60 | Jaar van verschijnen | Datum van binnenkomst | Hoogste positie | Aantal weken | Opmerkingen |
| ----------------------------------------------------- | -------------------- | --------------------- | --------------- | ------------ | ----------- |
| God's gym                                             | 2002                 | 05-02-2003            | 6               | 26           |             |
| Kaplan                                                | 1986                 | 10-03-2004            | 47              | 2            |             |
| Het recht op terugkeer                                | 2008                 | 11-06-2008            | 2               | 33           |             |
| VSV                                                   | 2012                 | 27-06-2012            | 5               | 15           |             |
| VSV                                                   | 2012                 | 27-06-2012            | 51              | 1            | harde kaft  |
| Geronimo                                              | 2015                 | 06-05-2015            | 13              | 14           |             |
| Het lied van Europa                                   | 2022                 | 02-11-2022            | 3               | 16           |             |
| Stad van de honden                                    | 2023                 | 13-12-2023            | 12              | 5            |             |

## Trivia
- Leon de Winter is bekend als uitgesproken criticus van progressieve opiniemakers, die hij niet zelden beticht van antisemitisme. Diametraal daar tegenover stond Harry de Winter[9] (geen familie[10]), medeoprichter van Een Ander Joods Geluid, die hem tegenwierp dat hij consequent de onderdrukking en het racisme van de staat Israël jegens de Palestijnen negeert.[11]
- Een medisch advies om koolhydraten in zijn voeding te vermijden, triggerde zijn zoektocht naar een nieuwe generatie patates frites, gemaakt van vochtarme aardappels. De Winter en zijn neef León Eijsman bedachten Leon & León frites.[12][2]